# اردشیر ریپورتر

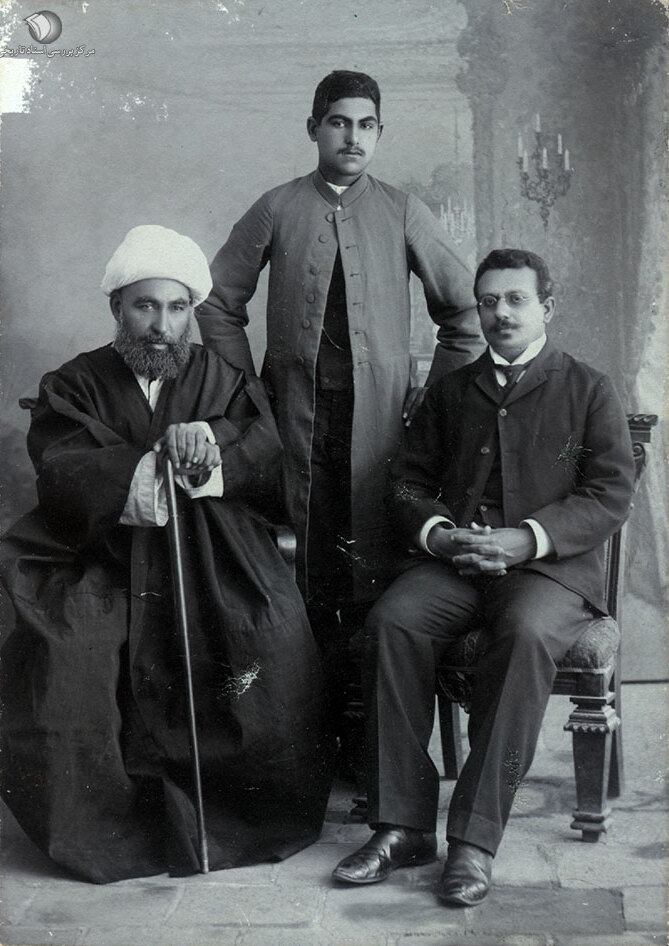
اردشیر ریپورتر (راست) و میرزا نصرالله بهشتی (ملک المتکلمین) (چپ)

سر اردشیر جِی ریپورتر (۳۱ مرداد ۱۲۴۴ – ۱۳۱۱) پسر اِدولجی ریپورتر است که در یک خانوادهٔ زرتشتی ایرانی‌تبار در بمبئی به دنیا آمد. شاپور ریپورتر پسر اوست.

## ورود به ایران
اردشیر پس از گذراندن تحصیلات ابتدائی و متوسطه در بمبئی به انگلستان رفت و حقوق و علوم سیاسی، تاریخ شرق، و تاریخ باستان خواند. در اوائل سال ۱۸۳۹ به بمبئی برگشت. در پاییز همان سال در پی درگذشت کیخسرو جی خان صاحب، سرپرست زرتشتیان ایران، اردشیر از سوی سر دینشاه پتیت، رئیس انجمن اکابر پارسیان بمبئی به عنوان نماینده این انجمن و سرپرست جدید زرتشتیان برگزیده شد و به ایران رفت. اردشیر جی پس از ورود به ایران در خانه ارباب جمشید جمشیدیان زندگی کرد. اردشیر در ایران ازدواج کرد و حاصل آن دو پسر به نام‌های جمشید و شاپور بود. در سال ۱۲۷۸ مدرسه علوم سیاسی توسط میرزا نصرالله خان مشیرالدوله و پسرش میرزا حسن خان مشیرالملک (حسن پیرنیا) تأسیس شد. اردشیر جی در کنار آموزگارانی چون مشیرالدوله، صدیق حضرت، میرزا حبیب‌الله معلم و عبدالرزاق خان، آموختن تاریخ را برعهده گرفت.

## کودتای اسفند ۱۲۹۹
از سال ۱۸۹۳ (میلادی) شبکه اطلاعاتی گسترده حکومت راج بریتانیا در ایران به وسیله سِر اردشیر ریپورتر اداره می‌شد و نقش اصلی در کودتای ۳ اسفند ۱۲۹۹ و رویدادهای پس از آن داشت. این شبکه بود که رضاخان را برکشید و همه مقدمات کودتا را فراهم آورد و سپس مسیر دشوار او را برای تأسیس دودمان پهلوی هدایت و هموار کرد. البته در آن کودتا سرلشکر سِر ادموند آیرونساید (بعدها: بارون آیرونساید یکم) فرمانده نیروهای نظامی بریتانیا مستقر در شمال ایران (نُرس پِرشیا فُرس یا نُرپِرفُرس) نیز نقش داشت؛ ولی باید توجه نمود که این نقش محدود بود. آیرونساید تنها مدت کوتاهی در خاور میانه و در ایران بود. ادموند آیرونساید از ۴ اکتبر ۱۹۲۰ تا ۱۷ فوریه ۱۹۲۱ یعنی کمتر از چهارماه و نیم فرمانده نیروهای نظامی بریتانیا مستقر در شمال ایران بود که مأموریت جنگ با بلشویک‌ها را به عهده داشت. ادموند آیرونساید در طول زندگی‌اش نیز ارتباطی با ایران نداشت و بنابراین نقش او در کودتا نمی‌توانست همسنگ با نقش اردشیر ریپورتر باشد.

## درگذشت
وی در سال ۱۳۱۱ در تهران در گذشت.

## نوشته‌ها
- فرهنگ اصطلاحات فارسی به انگلیسی،[۲] نوشته شاپور اردشیر جی ریپورتر، دکتر جاوید قیطانچی، چاپ پنجم، ۱۳۸۸، مؤسسه انتشارات دانشگاه تهران، شابک ‎۹۷۸-۹۶۴-۴۵۹۸-۶

- فرهنگ اصطلاحات انگلیسی به فارسی،[۳] نوشته شاپور اردشیر جی ریپورتر، به اهتمام جاوید قیطانچی، چاپ سوم، ۱۳۸۶، مؤسسه انتشارات دانشگاه تهران، شابک شابک ‎۹۶۴-۰۳-۴۶۷۸-۰
- A dictionary of Persian-English idioms, 1975[۴]